# Бокка (головной убор)

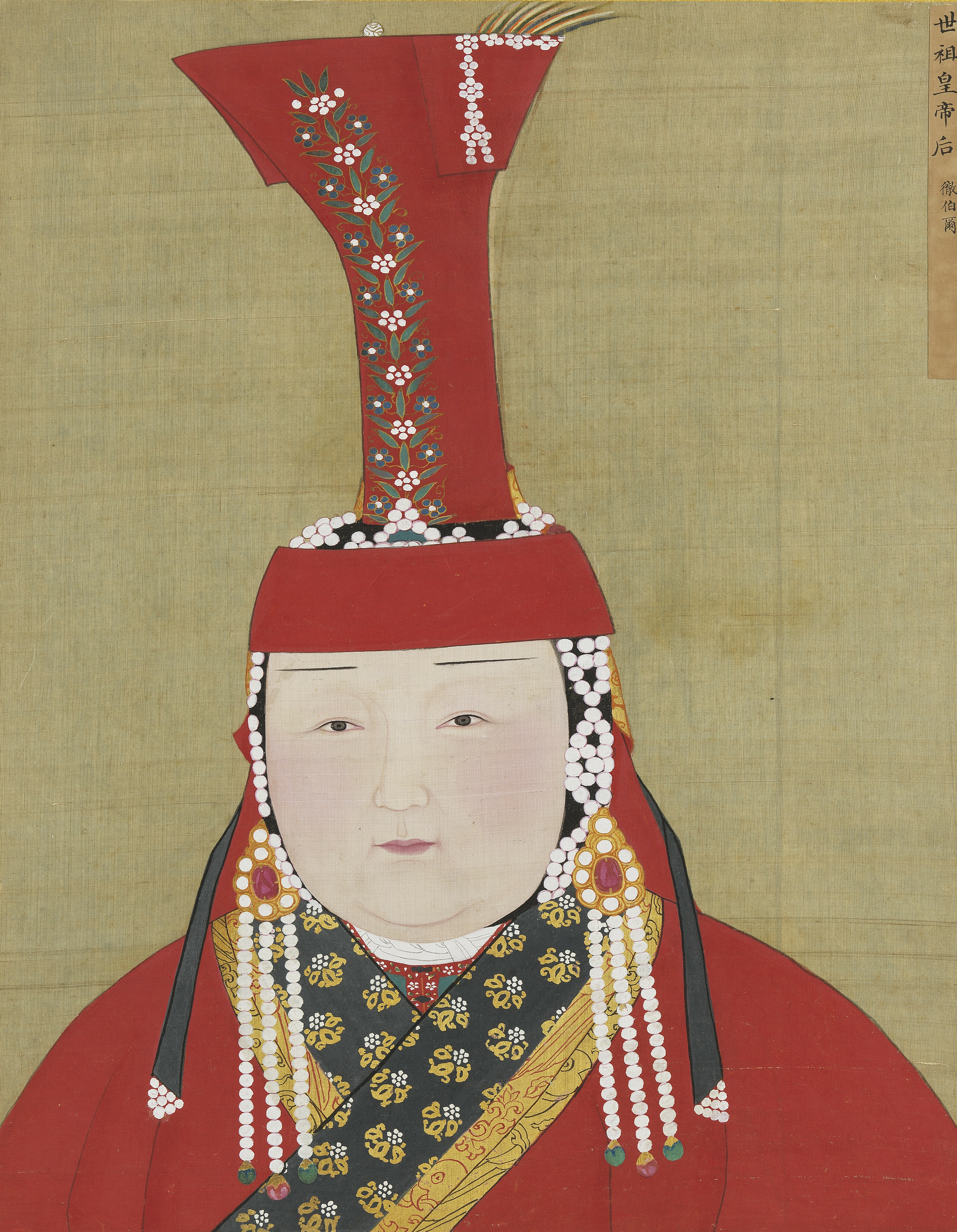
Чаби — жена хана Хубилая. На её голове бокка. Анико, XIV век

Бо́кка, также бохтог, боктаг или гу-гу— традиционный монгольский женский головной убор, принадлежность высокопоставленных замужних женщин.

## История
Происхождение монгольской бокки до конца не известно. Наиболее раннее изображение бокки, или скорее её прототипа, встречается на шёлковом свитке китайского художника Ху Гуя, который относится к X веку. На картине изображены кочевые кидани, в том числе две женщины в зимних одеждах и бокках, ведущие верблюдов. Сюжет картины вряд ли позволяет предположить, что речь идёт о людях из высшего сословия. Исследователи (в частности, Михаил Горелик) предполагают, что на картине Ху Гуя изображены монголки на службе у киданей.
В процессе монгольского завоевания бокка распространилась по всем завоёванным территориям — от Китая до территории современных Украины и Кавказа и стала отличительной чертой высокопоставленной монгольской дамы. По некоторым предположениям, бокка — атрибут женщины, вышедшей замуж за Чингизида. Бокка использовалась, по всей видимости, вплоть до XIII—XIV веков, после чего была заменена другими головными уборами.

## Конструкция
Конструкция головного убора была настолько необычна, что описывавшие её современники пытались для описания его приводить самые разные сравнения: так Гильому де Рубруку он напоминал солдатский шлем, а китайским авторам — гуся или утку.
В китайской энциклопедии «Юн-лэ да-дань», созданной в 1403—1408 годах, бокки или по-китайски гу-гу, подразделяются на три категории, отличающиеся размерами и отделкой — чем больше бокка и чем богаче она украшены, тем высокопоставленнее её носительница.  Согласно той же энциклопедии, каркас шапки самой высокой категории изготавливался из бамбука, её передняя часть украшалась изображениями драконов, фениксов, домов или башен, сложенными из жемчуга.  На каркас натягивались шёлк или парча, швы прикрывали нитями жемчуга, железными декоративными элементами или вышитыми шёлковыми нитями квадратами. Помимо этого, бокка украшалась дополнительно обрамлёнными золотой проволокой драгоценными камнями. К бокке часто крепились маленькие цветки. Наверху шапки крепилась трубка, в которую вставлялись перья из хвоста фазана. Сзади в бокку втыкались пучки перьев, что должно было напоминать «летящие веера».
Согласно археологическим данным, а также описаниям европейских путешественников, тем не менее, основой служил не бамбуковый каркас, а выполненный из бересты или тонких прутиков. Согласно археологическим данным, каркас состоял из «колонны» цилиндрической или расширяющейся кверху формы и «капители» на её вершине. «Капитель» могла различаться — состоять из трёх, пяти или девяти элементов, быть симметричной, асимметричной или наклонённой вперёд. Самые маленькие бокки для их устойчивости на голове хозяйки могли иметь берестяные «воронки» в нижней части.

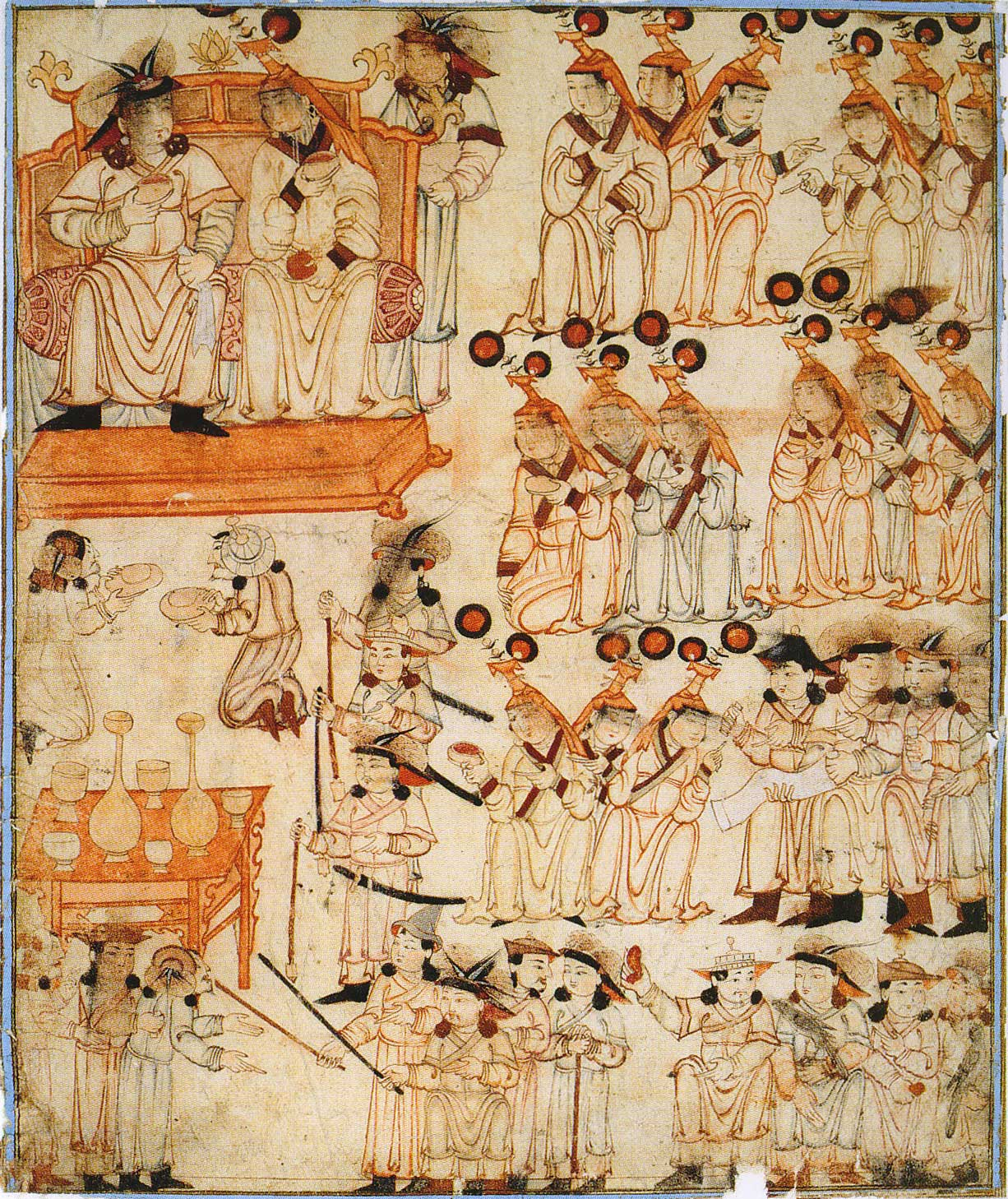
Воцарение монгольского правителя. Персидская миниатюра первой четверти XIV века, на которой изображены многочисленные женщины в бокках

## Изучение

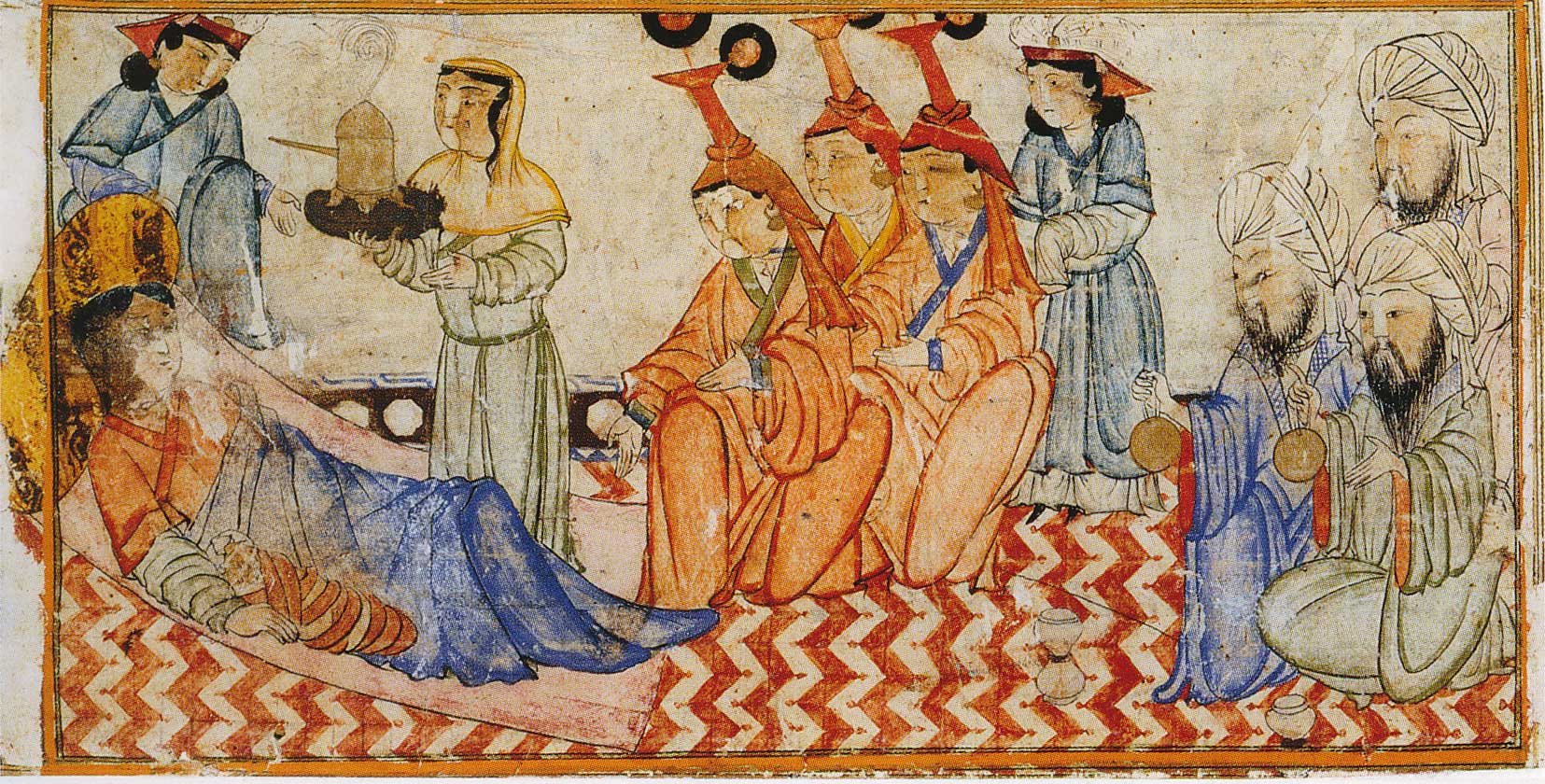
Три монгольские женщины в бокках. Миниатюра из Джами ат-таварих Рашид ад-Дина, XIV век

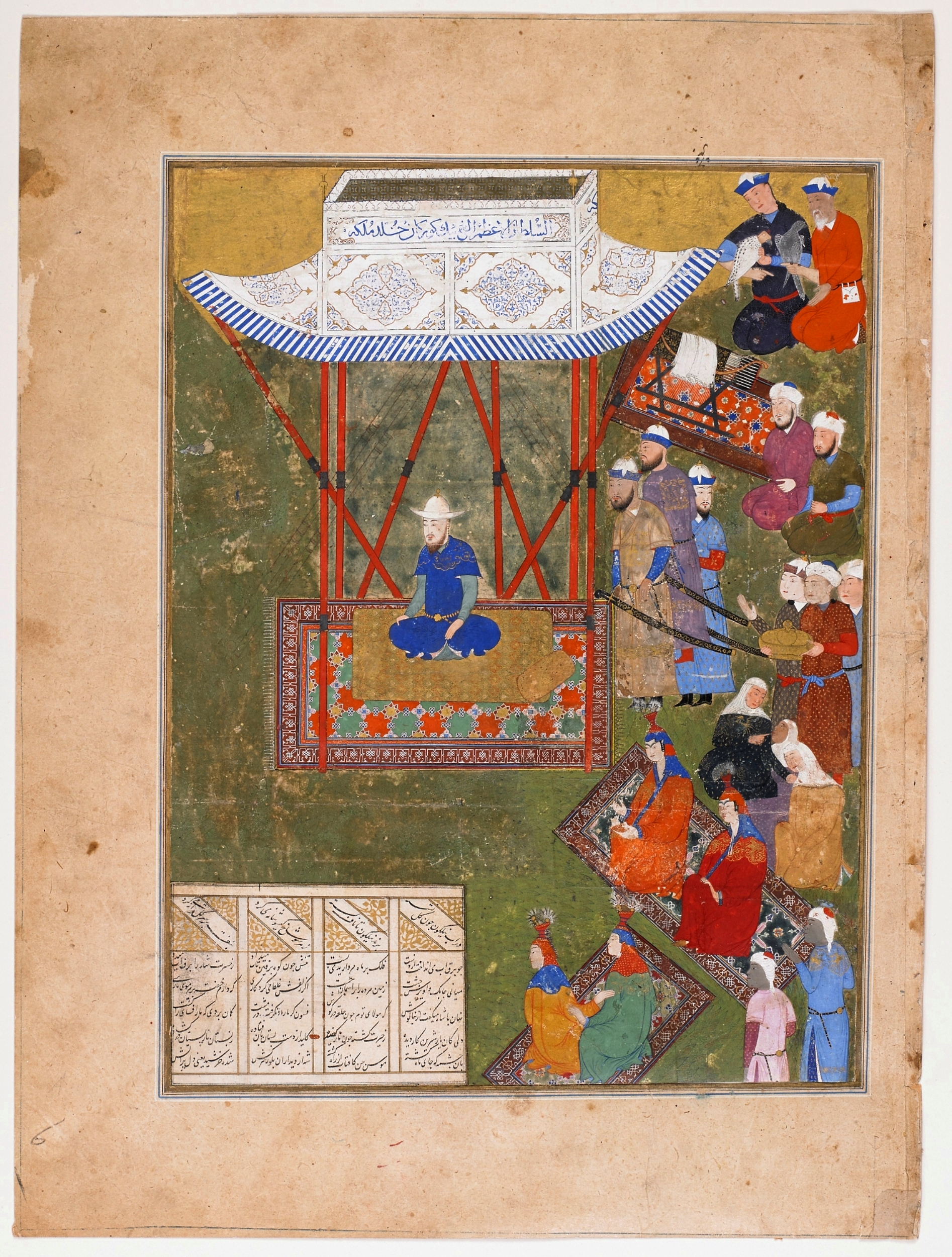
Улугбек в окружении своего гарема и слуг. Справа внизу видны женщины в бокках. Тимуридская миниатюра XV века

Изучение феномена бокки проводится по трём типам источников: по китайским и персидским графическим изображениям, по их описаниям китайскими и европейскими авторами и в результате археологических раскопок. Все эти источники подтверждают изначально примерно одинаковую конструкцию бокк, хотя со временем в результате раздела империи Чингисхана и географической удалённости они стали варьироваться: если в Китае времён династии Юань бокки оставались примерно традиционного вида, то в Золотой Орде они со временем преобразовались из «капителеобразных» (как их характеризовал Рубрук) в «сапожковые» — вместе с тем, в кыпчакских захоронениях домонгольского периода бокки не встречаются, что позволяет предположить, что они были привнесены на эту территорию вместе с завоеванием.
Длительное время не существовало единого мнения относительно того, была ли бокка символом высокого положения её носительницы или нет. З. В. Доде полагал, что простые женщины этот головой убор не носили, в то время как В. А. Иванов и В. А. Кригер полагали иначе. Вместе с тем, все современники, описывавшие этот головной убор, подчёркивали, что он был принадлежностью замужних женщин. По мнению Е. П. Мыськова, в Золотой Орде были распространены два виде головных уборов: шапки-колпаки и бокки. По его мнению, бокка являлась усложнённым вариантом шапки-колпака и была принадлежностью замужних женщин, в то время как шапки-колпаки носили мужчины и незамужние девушки.
Остатки бокк во множестве обнаруживаются при раскопках могильников кочевых народов Евразии. По данным А. А. Иванова и Р. Р. Ямиловой, из 897 исследованных ими захоронений кочевников на территориях от Южного Урала до Правобережной Украины фрагменты бокк были обнаружены в 97 случаях (10,8 %).
Поскольку внутренний каркас найденных в захоронениях бокк очень редко сохранился, в отличие от бересты, исследовательской группой Р. Р. Макласовой была предпринята попытка воссоздания конструкции бокки на основе археологических находок, что после некоторого количества экспериментов было успешно проделано. В результате было установлено, что не только отделка бокки была весьма дорогостоящей, но и её изготовление было очень трудоёмким, следовательно, далеко не каждая женщина могла себе его позволить. Все ханши на портретах китайской династии Юань были изображены в бокках, их остатки также были обнаружены в мавзолеях этого периода. Таким образом, удалось экспериментально подтвердить, что бокка представляла собой для монгольских женщин и покорённых ими народов безусловный статус-символ, подчёркивавший высокое социальное и имущественное положение носительницы бокки.

## Первоисточники
Современники описывали бокку по-разному, но тем не менее, выделяя ряд единых характерных особенностей. Например, китайский посланник в Яньцзине Чжао Хун в 1221 году писал о головном уборе так:
А все жёны вождей имеют [ещё] шапку гу-гу. [Эта шапка] сплетается из проволоки, по форме похожа на [китайскую] «бамбуковую жену» и высотой свыше 3-х чи. Её украшают тёмно-коричневыми узорчатыми вышивками или жемчугом и золотом. Сверху на ней ещё имеется [торчащая вертикально] палочка. Её украшают тёмно-коричневым сукном.Чжао Хун
Ниже Чжао-Хун приводит слова писателя Яна Юнь-Фу, который описывает любопытный пример практического использования бокки:
Во всех случаях, когда [монголки] в гу-гу [едут] в повозках, [они] выдёргивают из него перья [длиной] свыше чи и передают девушкам-служанкам, [которые] сидят напротив, держа [их] в руках. Если даже едут императорские жёны на слонах, всё равно бывает так.Чжао Хун

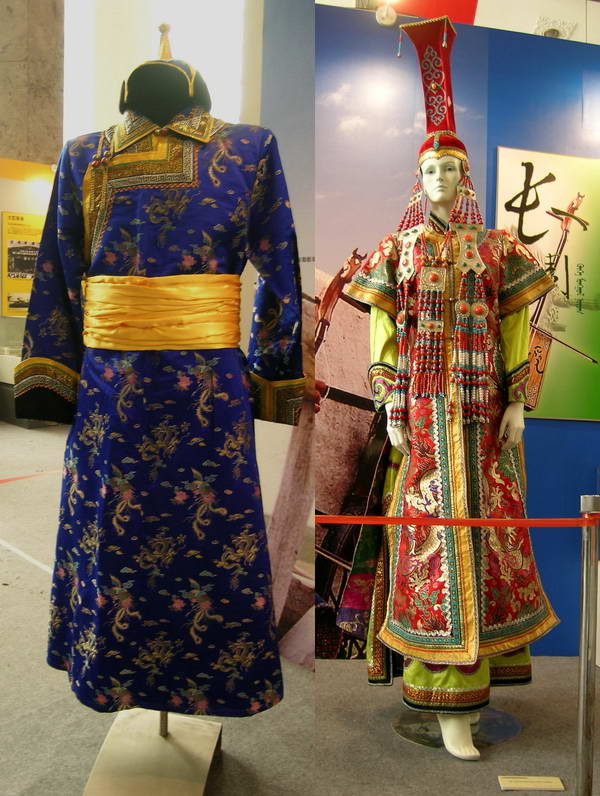
Традиционная монгольская одежда в сувенирном магазине. На голове женского манекена справа — бокка

Бокка описывалась также средневековыми европейскими путешественниками в Монголию и Китай, например, Гильомом де Рубруком и Джованни де Плано Карпини:
...(татарки) носят украшение на голове, именуемое бокка, устраиваемое из древесной коры или из другого материала, который они могут найти, как более лёгкий, и это украшение круглое и большое, насколько можно охватить его двумя руками, длиной оно в локоть или более, а вверху четырёхугольное, как капитель колонны. Эту бокку они покрывают драгоценной шёлковой тканью; внутри бокка пустая, а в середине над капителью или над упомянутым четырёхугольником они ставят прутик из стебельков, перьев или тонких тростинок длиной также в локоть или больше. И этот прутик они украшают сверху павлиньими перьями и вдоль кругом пёрышками из хвоста селезня, а также драгоценными камнями. Богатые госпожи полагают это украшение на верх головы, крепко стягивая его меховой шапкой, имеющей в верхушке приспособленное для того отверстие. Сюда они прячут свои волосы, которые собирают сзади к верху головы, как бы в один узел, и полагают в упомянутую бокку, которую потом крепко завязывают под подбородком. Отсюда, когда много госпож едет вместе, то, если смотреть на них издали, они кажутся солдатами, имеющими на головах шлемы с поднятыми копьями. Именно бокка кажется шлемом, а прутик наверху копьём.Гильом де Рубрук
На голове же они носят нечто круглое, сделанное из прутьев или из коры, длиною в один локоть и заканчивающееся наверху четырехугольником, и снизу доверху этот [убор] все увеличивается в ширину, а наверху имеет один длинный и тонкий прутик из золота, серебра или дерева или даже перо; и этот [убор] нашит на шапочку, которая простирается до плеч. И как шапочка, так и вышеупомянутый убор покрыты букараном или пурпуром, или балдахином. Без этого убора они никогда не появляются на глаза людям, и по нему узнают их другие женщины.Джованни де Плано Карпини